# Bohdan Korewicki
Bohdan Korewicki (ur. 3 stycznia 1902 w Nasiekówce na Podolu, zm. 8 stycznia 1975 w Warszawie) – polski artysta malarz, pisarz, autor cieszącej się dużym powodzeniem dwutomowej powieści Przez ocean czasu wydanej w 1957 oraz książki Jej perypetie. Powieść trochę niesamowita (1958). Był członkiem Związku Literatów Polskich.

## Życiorys
Bohdan Nagody-Korewicki urodził się 3 stycznia 1902 w Nasiekówce na Podolu. Pochodził z rodziny ziemiańskiej, jego rodzicami byli Witold i Wanda z Jordan-Walawskich. Uczył się w polskim gimnazjum w Winnicy, potem w Warszawie, gdzie osiadł na stałe; naukę ukończył w 1921. Następnie uczęszczał do Szkoły Rysunkowej im. Gersona w Warszawie (1921–1924); dyplom uzyskał w 1926. W tym samym czasie kształcił głos u Tadeusza Leliwy (1923–1929) i u U. Macnera (do 1931); harmonię i instrumentację studiował u Ludomira Różyckiego. W sezonie kulturalnym 1925/1926 należał do zespołu solistów opery Zjednoczonych Teatrów Pomorskich pod kierownictwem Jerzego Bojanowskiego, gdzie śpiewał m.in. w Strasznym dworze. Potem zajął się malarstwem, wystawiał w Towarzystwie Zachęty Sztuk Pięknych (1932–1937) i w Klubie Artystów Plastyków Warszawskiej Spółdzielni Mieszkaniowej „Szklane Domy” (1938). W 1934 ożenił się z Janiną z Jastrzębskich.
Podczas okupacji ukrywał się, m.in. u Janusza Lecha Jakubowskiego – profesora Politechniki Warszawskiej. Po powstaniu warszawskim został wywieziony do Niemiec, do obozu pracy w Brunszwiku. Tam dla współtowarzyszy organizował wystawy obrazów i prowadził teatr amatorski, w którym wystawił własną humoreskę kryminalną Inspektor Morrison.
Do kraju powrócił w 1946. W latach 1947–1948 pracował w Ludowym Instytucie Oświaty i Kultury w Warszawie, w 1948 w Wydziale Propagandy Polskiego Czerwonego Krzyża. Następnie pracował jako śpiewak chóru w Polskim Radiu (1949–1955) i Filharmonii Narodowej (1956–1970). 1 lipca 1970 przeszedł na emeryturę. Zajmował się fotografiką, był członkiem Warszawskiego Towarzystwa Fotograficznego (wystawy w 1971 i 1975).

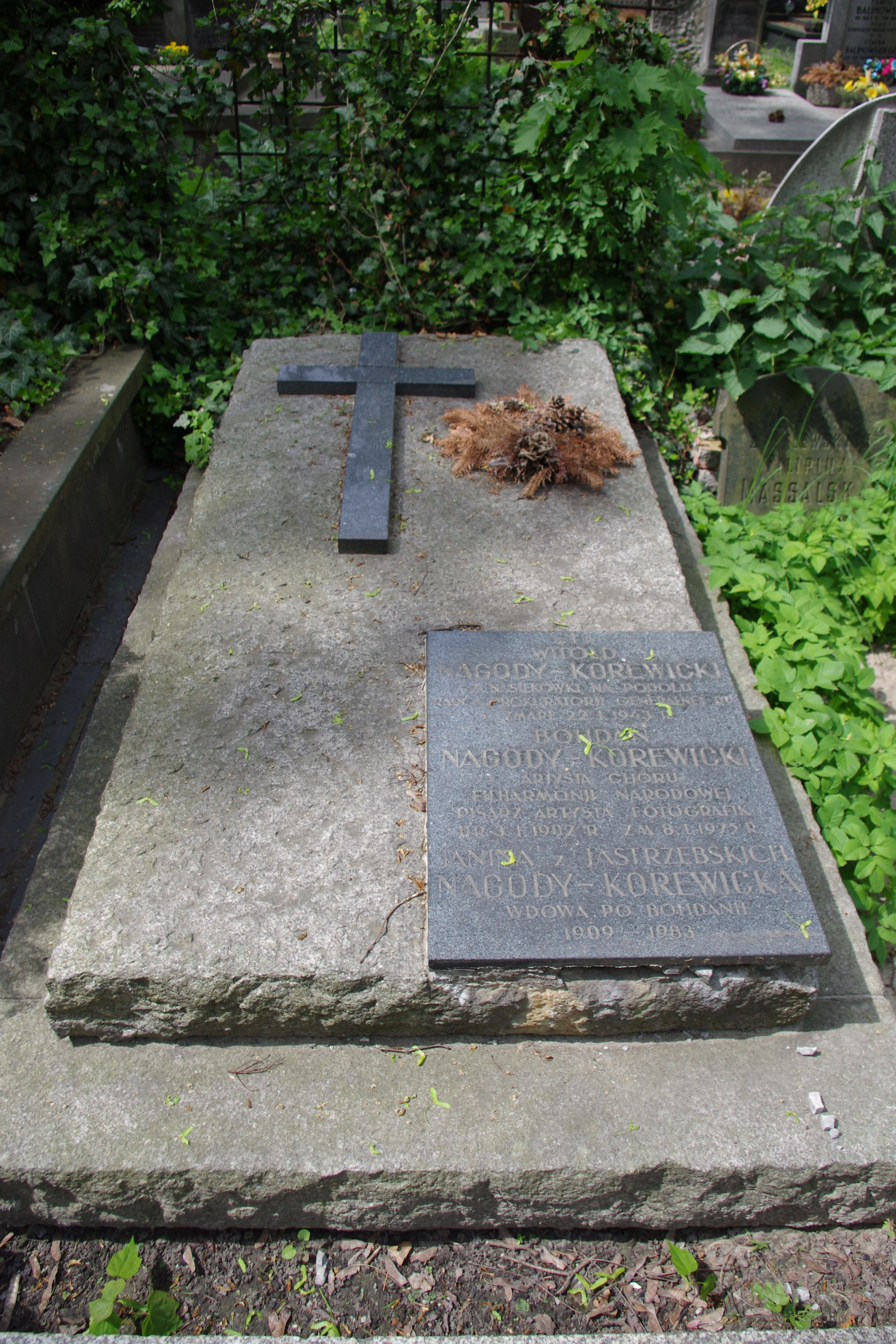
Grób Bohdana Korewickiego na Starych Powązkach

Zmarł 8 stycznia 1975 w Warszawie. Pochowano go na cmentarzu Powązkowskim (kwatera 167-1-25).

## Odznaczenia
- Medal 10-lecia Polski Ludowej (7 stycznia 1955)[4]

## Dzieła

### Jej perypetie. Powieść trochę niesamowita
Rok po pierwszej powieść Korewicki wydał kolejną, Jej perypetie. Powieść trochę niesamowita. Tym razem jest ona kierowana do dorosłych czytelników. Dokonał w niej modnej obecnie, a rzadkiej podówczas parodii rozmaitych stylów i gatunków parodiując romans z czasów hiszpańskich, powieść podróżniczą i przygodową, kryminalną a nawet, może i przede wszystkim fantastykę naukową. Książka pełna jest zabawnych sytuacji i opowiadanych żartów.
Opis fabuły
Bohaterką jest piękna Isia, dziewczyna otwarta i skłonna do obnażania się, która spotyka naukowca szarlatana, wynalazcę aparatu do "ekstyrpacji" czyli bezbolesnego i całkowitego wydrążenia człowieka.